# Johannes Hemig
Johannes Hemig MSC (* 13. September 1910 in Gelsenkirchen; † 18. Februar 1944 in Kavieng, Neuirland, Papua-Neuguinea) war ein deutscher römisch-katholischer Geistlicher, Ordensmann, Missionar und Märtyrer.

## Leben
Johannes Hemig trat 1931 in die Gemeinschaft der Hiltruper Missionare ein und wurde am 4. März 1937 zum Priester geweiht. 1938 ging er in die Ozeanien-Mission nach Lemakot, südöstlich Kavieng, auf Neuirland. Nach der Besetzung Neuirlands durch japanische Invasionstruppen 1942 wurde er, wie sein älterer Mitbruder Karl Neuhaus, von einem Kriegsgericht zu sechs Monaten Haft verurteilt und am 18. Februar 1944 in Kavieng hingerichtet. Er wurde auf dem Friedhof Vunapope in Kokopo bestattet.

## Gedenken
Die Römisch-katholische Kirche in Deutschland hat Pater Johannes Hemig als Märtyrer in das deutsche Martyrologium des 20. Jahrhunderts aufgenommen.